# Judith Shklar
Judith Nisse Shklar (Riga, 24 de septiembre de 1928-Cambridge (Massachusetts), 17 de septiembre de 1992) fue una especialista en teoría política letona, nacionalizada estadounidense. Fue la primera mujer catedrática del departamento de ciencia política de la Universidad de Harvard. 

## Biografía
Nació en Riga, capital de Letonia, en el seno de una familia judía de cultura alemana. Su juventud estuvo marcada por constantes huidas durante la Segunda Guerra Mundial, cuando ella tenía trece años, que llevaron a la familia a emigrar a Suecia, Japón y Canadá, donde finalmente se instalaron, no sin antes pasar por un centro de detención de inmigrantes ilegales en Seattle.
Se graduó de la Universidad McGill y recibió los títulos de licenciatura y maestría en 1949 y 1950. Obtuvo su doctorado de la Universidad de Harvard en 1955. 
Después de graduarse, Shklar se convirtió en miembro de la facultad en la Universidad de Harvard y pasó toda su carrera académica allí. Fue la primera mujer titular en el Departamento de Gobierno de Harvard. También fue presidenta de la Sociedad Estadounidense de Filosofía Política y Jurídica y la primera mujer presidenta de la Asociación Estadounidense de Ciencia Política (1989-1990).
Shklar se convirtió también en la primera mujer catedrática del departamento de Ciencia Política.
Era una reconocida maestra y consejera, y muchos de sus antiguos alumnos contribuyeron a un volumen de ensayos sobre su pensamiento, Liberalism Without Illusions, editado por Bernard Yack. Entre sus exalumnos célebres se encuentran Amy Gutmann, Patrick T. Riley, Nancy Rosenblum, Bernard Yack y Tracy Strong.

## Pensamiento político
Su pensamiento político se fundamenta en dos ideas centrales: la crueldad es el mayor mal o el vicio supremo en política -tesis de su ensayo El liberalismo del miedo (1989)-  y los gobiernos son propensos a abusar de «las desigualdades inevitables en el poder» que resultan de la organización política. Sobre la base de ambas tesis defendió la democracia liberal como la mejor forma de defender a la gente de los abusos del poder mediante la restricción del gobierno y dispersando el poder entre una multiplicidad de grupos activos.
El liberalismo de Shklar es fundamentalmente negativo. La organización política tiene por objeto evitar el mal y evitar el abuso de poder más que construir el bien. La función del poder estatal es garantizar a todos una protección o una esfera protectiva que permita el ejercicio de la libertad personal.
Para Shklar, «la diversidad social es la condición predominante del moderno estado-nación y habría que promoverla. El pluralismo es considerado como realidad social que ninguna teoría política contemporánea puede ignorar sin propio menoscabo y, también, como algo que cualquier liberal debe desear y tratar de promover, ya que sólo en la diversidad puede realizarse el ejercicio de la libertad» (Legalismo, 1964, p. 19).
"Como quiera que sea, ninguna decisión social básica, ya sea tomada por los tribunales o por la legislatura, nunca puede gozar de la aprobación unánime en una sociedad heterogénea" (Legalismo, 1964, p. 26).

## Obras publicadas en inglés
- After Utopia: The Decline of Political Faith (1957)

- Legalism: Law, Morals, and Political Trials. Harvard Univ. Press 1964, ISBN 0-674-52351-2 (1964)

- Men and Citizens: A Study of Rousseau's Social Theory. Nachdruck: Cambridge Univ. Press, Cambridge, Mass. 1987, ISBN 0-521-31640-5 (1969)

- Freedom and Independence: A Study of the Political Ideas of Hegel's Phenomenology of Mind. Univ. Press, Cambridge ISBN 0-521-21025-9 (1976)

- Ordinary Vices. Belknap Press, Cambridge, Mass. ISBN 0-674-64175-2 (1984)

- Montesquieu, Oxford Univ. Press, Oxford, ISBN 0-19-287649-X (1987)

- The Liberalism of Fear in: Nancy L. Rosenblum, Liberalism and the Moral Life, Cambridge/Londres, pp. 21-38 y 255-256 (1989)

- The Faces of Injustice. Yale Univ. Press, New Haven, ISBN 0-300-05670-2 (1990)

- American Citizenship: The Quest for Inclusion. Nachdruck: Harvard Univ. Press, Cambridge, Mass. (u.a.) ISBN 0-674-02216-5 (1991)

- Political Thought and Political Thinkers, ed. Stanley Hoffmann, Univ. of Chicago Press, Chicago ISBN 0-226-75346-8 (1998)

- Redeeming American Political Thought, ed. Stanley Hoffmann, Univ. of Chicago Press, Chicago 1998, ISBN 0-226-75348-4

## Obras traducidas al castellano
- Shklar, Judith (1968). Legalismo. Derecho, Moral y Política. Omeba. OCLC 55373622.
- Shklar, Judith (2013). Los rostros de la injusticia. Barcelona: Herder. ISBN 9788425432132.
- Shklar, Judith (2018). El liberalismo del miedo. Barcelona: Herder. ISBN 9788425439476.
- Shklar, Judith (2021). Sobre la utopía. Barcelona: Página Indómita. ISBN 978-84-122404-4-3.
- Shklar, Judith (2021). «Ciudadanía americana: la búsqueda de la inclusión». Eunomía (Madrid) (21): 357-391. doi:10.20318/eunomia.2021.6354.
- Shklar, Judith (2021). Gobierno de la ley y liberalismo del miedo. Barcelona: Página Indómita. ISBN 978-84-122404-8-1.
- Shklar, Judith (2022). Los vicios ordinarios. Barcelona: Página Indómita. ISBN 978-84-123847-5-8.